# Geneva Mais Jarrett
Geneva Mais Jarrett auch Elijah (* 1952 oder 1953 in Alderton) ist eine jamaikanische Priesterin, Heilerin und Künstlerin der Art brut.

## Leben
Jarret wurde 1952 oder 1953 in Alderton auf Jamaika geboren. Ihre Familie war christlich geprägt, ihre Mutter Priesterin in einer Kirche. Jarret absolvierte die High School und arbeitete danach in einem Büro. Als sie länger schwer erkrankte und Ärzte dafür keine Ursache feststellen konnten, hatte sie eine Gotteserscheinung in der sie zur Taufe aufgefordert wurde. Sie ließ sich taufen und nahm den Namen des Propheten Elijah an, nachdem der Priester bei ihrer Taufe eine Vision hatte. Danach wurde sie Heilerin und Priesterin und zog in das wirtschaftlich schwache Viertel Rose Town von Kingston, der Hauptstadt von Jamaika. In der Kirche neben ihrem Haus, dem Elijah Tabernacle, hielt sie von dem Zeitpunkt an jeden Sonntag einen Gottesdienst ab. Sie ist verheiratet, hat sieben eigene Kinder und weitere aufgenommen und großgezogen. In ihrer Gemeinde kümmert sie sich um die Waisenkinder und die Pflege der Kranken und widmet sich in ihrer Freizeit der Malerei.

## Werk
Ihre Kunst ist laut ihren Angaben von Gott inspiriert. Durch ihn habe sie die Kraft erhalten, geistige Dinge darzustellen. Zunächst bemalte sie die Wellblechwände ihres Hauses mit Engeln, Heiligen und Propheten. Diese sollten Gewalt und Aggression abwehren und so eine magische Schutzkraft in ihrem Viertel aufbauen. Inzwischen malt Elijah biblische Themen aus dem Alten und Neuen Testament auf Leinwand, nachdem ein Schweizer Mäzen sie dazu brachte. Ihr Werk zeigt auch Einflüsse des religiösen Lebens in ihrem armen Viertel, die für Jamaika typisch sind, wie die afrikanische animistische Tradition und der Rastafarianismus. Sie fügt ihren Gemälden handschriftliche Inschriften bei, die die narrativen Aspekte ihrer Arbeit hervorheben.
Elijah hatte ihre erste Ausstellung Anfang der 1990er Jahre in der Schweiz im Musee de l’Art Brut in Lausanne. Es folgten die Ausstellungen The Self-Taught Artists of Jamaica (1997) in der Diggs Gallery, North Carolina, USA, und The Intuitives III (2006) in der National Gallery of Jamaica. Ihre Werke sind Teil der Dauerausstellung des Frost Art Museum, Miami. Sie schloss ihren Revival Yard irgendwann um das Jahr 2000 und lebt und predigt vermutlich jetzt in den USA.